# Choe Myong-ho
Choe Myong-ho (* 3. Juli 1988) ist ein nordkoreanischer Fußballspieler. 

## Karriere
Choe trat bis 2006 international als Spieler der Sportgruppe Kyonggongop in Erscheinung, dem Klub des Ministeriums für Leichtindustrie. Zwischen 2006 und 2008 gehörte Choe zu den wenigen in Nordkorea geborenen Spielern, denen es erlaubt war im Ausland zu spielen. Während seiner Zeit beim russischen Erstligaklub Krylja Sowetow Samara kam er nur zu zwei Pflichtspieleinsätzen für das Profiteam (je ein Einsatz in Liga und Pokal), meist spielte er für das Reserveteam. 2009 kehrte er nach Nordkorea zurück und vertritt seither die Sportgruppe Pjöngjang.
Choe belegte mit der nordkoreanischen U-17-Auswahl den zweiten Platz bei der U-17-Asienmeisterschaft 2004 und nahm 2005 an der U-17-Weltmeisterschaft in Peru teil. Dort scheiterte der mit drei Turniertoren treffsicherste Schütze seines Teams im Viertelfinale nach Verlängerung an Brasilien. Im Technischen Bericht des Turniers wird der im linken Mittelfeld aktive Choe als einer der herausragenden Spieler seiner Mannschaft geführt und als technisch versiert, führt sehr wirkungsvoll alle Freistösse und Ecken von rechts aus beschrieben. Am Jahresende zeichnete ihn der Asiatische Fußballverband als Nachwuchsspieler des Jahres aus, in den internationalen Medien wurde er bereits als „koreanischer Ronaldo“ gefeiert.
2006 gewann er mit der U-20-Auswahl die U-19-Asienmeisterschaft, er kam im Turnierverlauf zu vier Kurzeinsätzen. Im Finale gegen Japan war er einer der fünf nordkoreanischen Schützen, die ihren Elfmeter verwandelten. Bei der anschließenden U-20-Weltmeisterschaft 2007 in Kanada gehörte er aus unbekannten Gründen nicht zum Aufgebot.
2008 debütierte er beim AFC Challenge Cup in der nordkoreanischen Nationalmannschaft. Bei der 0:1-Halbfinalniederlage gegen Tadschikistan spuckte er in der Nachspielzeit seinem Gegenspieler Davrondzhon Tukhtasunov ins Gesicht und wurde dafür für sechs Spiele gesperrt. 2009 belegte er mit dem Olympiateam (U-23) bei den Ostasienspielen in Hongkong den vierten Rang. Choe erzielte dabei im Turnierverlauf zwei Treffer und traf auch im Elfmeterschießen im Spiel um Platz 3. Im Februar 2010 gewann Choe mit einer nordkoreanischen B-Auswahl den AFC Challenge Cup auf Sri Lanka. Er erzielte in seinen beiden Einsätzen je einen Treffer und verhalf der nordkoreanischen Nationalelf durch diesen Erfolg zur erstmaligen Teilnahme an der Asienmeisterschaft seit 1992.